# Джгалі
Джгалі (груз. ჯგალი) — село в Грузії.
За даними перепису населення 2014 року в селі проживає 1022 особи.